# Cambron-Saint-Vincent
Cambron-Saint-Vincent is een dorp in de Belgische provincie Henegouwen, en een deelgemeente van de Waalse stad Lens, het was een zelfstandige gemeente tot aan de gemeentelijke herindeling van 1977.

## Bezienswaardigheden
- De Sint-Martinuskerk is een classicistisch bouwwerk van 1768.
- Het mausoleum van de familie d'Andelot, sinds 1693 de heren van Hembise, een neoclassicistisch moument.
- Het Kasteel van Hembise werd in de 19e eeuw gebouwd op de grondvesten van een ouder kasteel waarin de heren van Hembise gehuisvest waren. Enkele 18e-eeuwse bijgebouwen bestaan nog. Het geheel bevindt zich binnen een groot ommuurd domein.
- De Moulin de Cambron is een watermolen op de Oostelijke Dender met daarbij een vervallen destilleerderij.

## Natuur en landschap
Cambron-Saint-Vincent ligt aan de Oostelijke Dender. De hoogte aan de kerk bedraagt 67 meter.

## Demografische ontwikkeling
- Bronnen:NIS, Opm:1831 tot en met 1970=volkstellingen; 1976 = inwoneraantal op 31 december

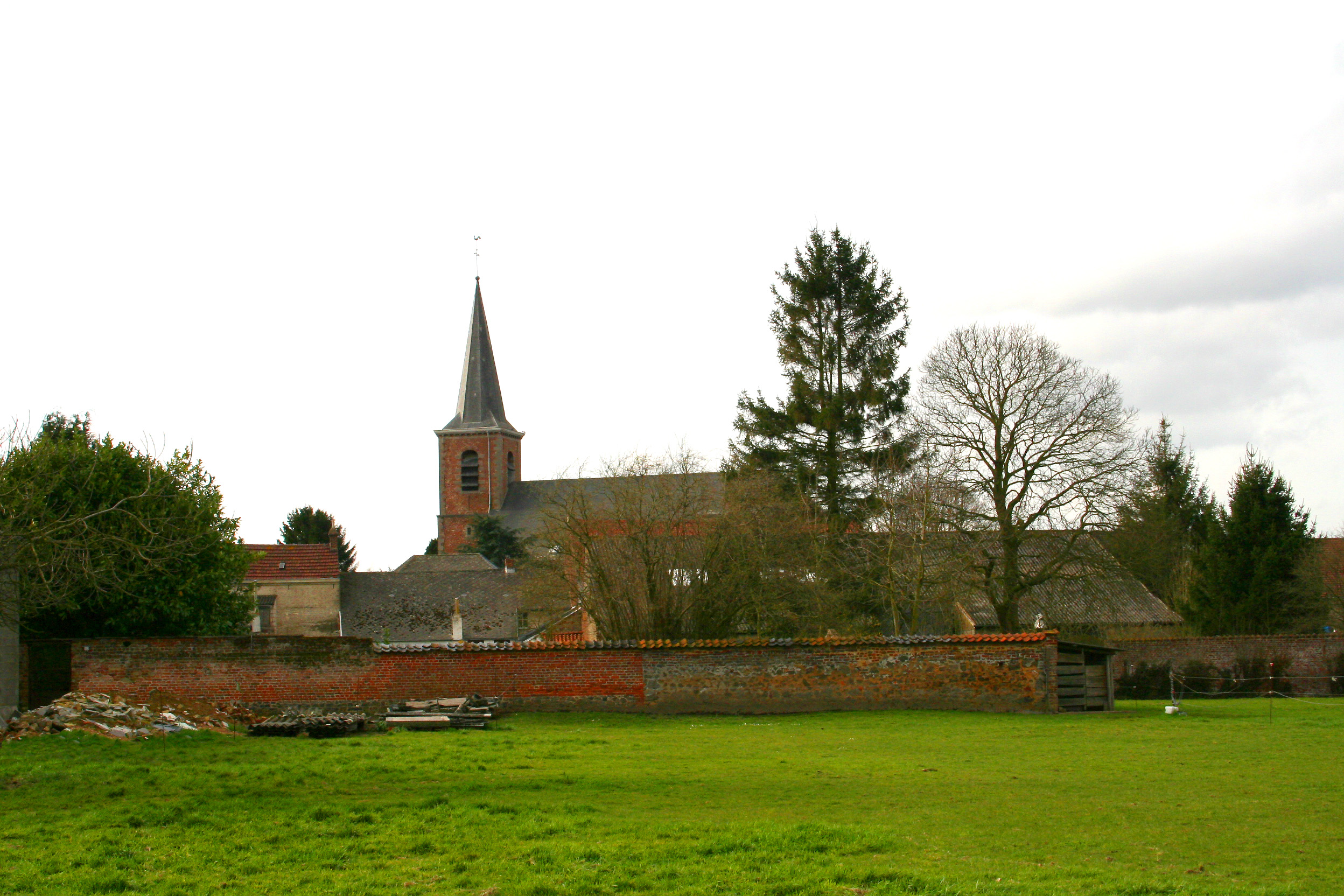
Zicht op Cambron-Saint-Vincent

## Nabijgelegen kernen
Cambron-Casteau, Lombise, Montignies-lez-Lens, Lens